# 5915 Yoshihiro
5915 Yoshihiro è un asteroide della fascia principale. Scoperto nel 1991, presenta un'orbita caratterizzata da un semiasse maggiore pari a 2,2523199 UA e da un'eccentricità di 0,0993961, inclinata di 4,79986° rispetto all'eclittica.